# Norman Cyril Jackson
Norman Cyril Jackson (8 de abril de 1919 - 26 de março de 1994) foi um sargento da Força Aérea Real, que ganhou a Cruz Vitória, durante um bombardeio em Schweinfurt, Alemanha, em abril de 1944. Nascido em Ealing, Middlesex, Jackson se alistou na Royal Air Force Volunteer Reserve em 1939 e servia originalmente como um instalador do motor. Treinou novamente como um engenheiro de voo e em 28 de julho de 1943 ele se juntou-se ao No. 106 Squadron RAF que operava com o avião Avro Lancaster.